# Walckenaeria iviei
Walckenaeria iviei là một loài nhện trong họ Linyphiidae. Loài này phân bố ở México.